# Ojos de Agua (Honduras)
Ojos de Agua es un municipio del departamento de Comayagua en la República de Honduras.

## Toponimia
Su nombre se origina de la existencia de muchos pozos o arroyos con abundante agua, conservándose en la actualidad más de alguno de ellos.

## Límites
| Orientación | Límite                              |
| ----------- | ----------------------------------- |
| Norte       | Municipio de Las Lajas, Comayagua   |
| Sur         | Municipio de La Trinidad, Comayagua |
| Este        | Municipio de La Libertad, Comayagua |
| Oeste       | Municipio de Meámbar, Comayagua     |

## Geografía
El municipio de Ojos de Agua es uno de los más accidentados o topográficamente quebrados; predominando en toda su extensión cerros y montañas. La montaña más importante que atraviesa el municipio se encuentra al sector Nor - Este, dedicada exclusivamente a la caficultura; esta cadena montañosa es un eslabón de la Sierra de Comayagua, finalizando en la meseta conocida como Valle Grande. A su paso por el municipio de Ojos de Agua recibe diferentes nombres, siendo el de 'Montaña del Indio' el de mayor renombre y donde tiene su punto más elevado a 1,485 metros sobre el nivel del mar.

## Flora y Fauna
El municipio de Ojos de Agua fue víctima del pillaje que ejercieron las campañas madereras, responsables directas de la destrucción de nuestra flora, en contubernio con los gobiernos de turno y autoridades locales.
Entre los grupos de plantas que actualmente se conservan en el municipio tenemos: pino, encino, nance, liquidambar, aguacate ligero, aceituno, ascan, almendro, maria, cedro, caoba, guanacaste, ceiba, madreado, mando, naranjo, tamarindo, pendula, chichipale, capulin, marafunda, arrayán, guama, guajiquil, espino blanco, cachito, jagua, guayabo, jicaro, cilinera, quebracho, aguacate pipa, chaparro, curtidor, roble blanco, jiñicuite, sangroso, higo, limoso, laurel, jucucua, palo brujo, olivo, limón, achiote, etc. 
También se cuenta con un sinnúmero de plantas usadas en medicina natural, tales como: zacate té, valeriana, chirivito, alcotana, flor de octubre, raíz de guaco, perula, zarzaparrilla, siempre viva, flor del viejo, cola de alacrán, sauco, cabeza de negrito, sangre de grago, etc. Existen también plantas usadas en la industria artesanal, como: el vallal, mezcal, izote, etc. 
Además con la incorporación del plantas con fines ornamentales como el eucalipto, acacia amarilla, laureles, ficus, palma africana, carreto, nim, ciprés, etc. La mayoría de estas plantas se encuentran en grupos muy representativos en diferentes zonas del municipio.
| Clase    | Animal             |
| -------- | ------------------ |
| Mamífero | Venado Cola Blanca |
| Mamífero | Armadillo          |
| Reptil   | Culebra tamagaz    |
| Reptil   | Culebra Cascabel   |
| Reptil   | Coral              |
| Reptil   | Coral Real         |

## Historia
Se cree que los primeros pobladores eran originarios del Distrito de Meambar (hoy municipio); y del poblado de Carrizal Grande (hoy Aldea de San Rafael). No se tiene dato exacto de cuando llegaron los primeros habitantes a lo que hoy es la cabecera municipal, pero sí se sabe con certeza que llegaron muchos antes de la Independencia de Centroamérica según el libro Municipios de Honduras.

## División Política
Aldeas: 18 (2013)
Caseríos: 94 (2013)
| Código | Aldea                        |
| ------ | ---------------------------- |
| 031201 | Ojos de Agua                 |
| 031202 | Agua Blanca                  |
| 031203 | Buen Pastor                  |
| 031204 | Campo Dos                    |
| 031205 | Corralitos                   |
| 031206 | El Hielo                     |
| 031207 | El Pacayal                   |
| 031208 | El Pinabetoso                |
| 031209 | El Robledal                  |
| 031210 | La Balastrera o Buenos Aires |
| 031211 | La Candelaria                |
| 031212 | La Cañada                    |
| 031213 | La Providencia               |
| 031214 | Los Anises                   |
| 031215 | Los Dos Ríos                 |
| 031216 | Los Guineos                  |
| 031217 | Portillo Grande              |
| 031218 | San Rafael                   |
|        | Buenos Aires 1               |
|        | Buenos Aires 2               |
|        | El Naranjal                  |
|        | El Jagual 1                  |
|        | Nueva Esperanza              |
|        | El Jagual 2                  |
|        | Los Anices                   |
|        | La Unión                     |
|        | La Florida                   |
|        | La Masica                    |
|        | San Antonio                  |
|        | San Francisco                |

| Código | Caserío        |
| ------ | -------------- |
|        | Monte Redondo  |
|        | La Pajuina     |
|        | La Palma       |
|        | Los Naranjos   |
|        | La Cañada      |
|        | Plan del Cerro |
|        | La Aguja       |

| Código | División               |
| ------ | ---------------------- |
|        | Barrio El Centro       |
|        | Barrio Arriba          |
|        | Barrio Abajo           |
|        | Barrio Las Marias      |
|        | Colonia Flor del Campo |
|        | Barrio San José        |